# Pura Vida Conspiracy
Pura Vida Conspiracy är ett studioalbum av Gogol Bordello, utgivet 2013. Albumets betyg på Metacritic är 75/100.

## Låtlista
1. We Rise Again 3:42
2. Dig Deep Enough 3:43
3. Malandrino 3:33
4. Lost Innocent World 4:26
5. It Is The Way You Name Your Ship 3:38
6. The Other Side Of Rainbow 3:16
7. Amen 4:15
8. I Just Realized 3:27
9. My Gypsy Auto Pilot 3:48
10. Hieroglyph 3:49
11. John The Conqueror (Truth Is Always The Same) 3:30
12. We Shall Sail 10:06
13. Jealous Sister